# Велке Њемчице
Велке Њемчице (чеш. Velké Němčice) је насељено мјесто са административним статусом варошице (чеш. městys) у округу Брецлав, у Јужноморавском крају, Чешка Република.

## Становништво
Према подацима о броју становника из 2014. године насеље је имало 1.753 становника.